# Bleiz Lannvau
Pour les articles homonymes, voir Le Maréchal.
L'abbé Jacques Le Maréchal, est un prêtre et poète breton, né en 1878 à Moustoir-Ac dans le Morbihan et mort en 1945. Il est plus connu sous le pseudonyme de Blei Lann Vaus ou Bleiz Lannvau, en référence aux landes de Lanvaux. Il est auteur d'un grand nombre de poésies et de chansons en dialecte de Vannes, dont Noce bretonne au pays de Vannes.
Une chanson dont il a écrit les paroles, Kousk Breiz-Izel (« Dors, Basse-Bretagne »), « a fait le tour du monde ». En 1910, elle avait été sélectionnée et enregistrée par son ami Loeiz Herrieu sur disques Pathé frères.
Une de ses chansons, traduite dans le dialecte de Léon, a reçu en 1902 le prix de l'Union régionaliste bretonne.
Professeur au séminaire, il y a comme élèves Jean-Pierre Calloc'h (1888-1917) et Joseph Labourlette qui deviennent comme lui poètes en dialecte vannetais.

## Pour approfondir